# Pepergasthuis
Het Pepergasthuis is een hofje in de Nederlandse stad Groningen. De officiële naam luidt Geertruidsgasthuis, maar het heeft altijd bekendgestaan als het Pepergasthuis, naar de naam van de straat waaraan het is gelegen, de Peperstraat.

## Geschiedenis
Het Pepergasthuis is in 1405 gesticht door vader en zoon Solleder. Oorspronkelijk diende het als gasthuis voor pelgrims die naar Groningen kwamen. In de Martinikerk werd een relikwie bewaard van Johannes de Doper, dat zeer veel pelgrims naar Groningen lokte. Vanwege die bestemming werd de kapel, die in 1482 bij het gasthuis werd gebouwd, vernoemd naar Gertrudis van Nijvel, die als beschermheilige van de reiziger gezien werd.
Het Pepergasthuis verwierf veel landerijen in de omgeving van de stad, met name in Heidenschap en Beijum. De parochiekerk van Heidenschap en de kapel te Beijum werden vóór 1500 geïncorporeerd in het gasthuis. De priester trad vermoedelijk op als dorpspastoor van Heidenschap tot afbraak van het dorpskerkje in 1589.
Na de reductie van Groningen in 1594 kreeg het complex, zoals alle katholieke gebouwen, een nieuwe bestemming. Het gasthuis werd een wooncomplex voor oudere stadjers. Groningers van 50 jaar en ouder konden zich inkopen in het gasthuis. Zij kregen dan tot hun dood niet alleen huisvesting, maar ook verzorging. De bewoners werden conventualen genoemd.
Daarnaast werd een deel van het complex ingericht als dolhuis. De arme zielen die hier terechtkwamen konden op zondag tegen betaling bezichtigd worden. In 1702 verhuisden de dollen naar een nieuw gasthuis, het Sint Anthonygasthuis aan de Rademarkt.
Het complex is meerdere malen uitgebreid, voor het laatst in 1861.

## Huidige functie
In de loop van de twintigste eeuw kwamen steeds meer woningen in het complex leeg te staan. De inkoopsom bleek steeds meer een barrière. In 1954 werd daarom besloten dat de woningen ook gehuurd konden worden, waarna de leegstand snel verdween.
Stichting Stadsherstel Groningen, later opgegaan in wooncorporatie Lefier StadGroningen, nam het complex in 1989 over en liet de woningen grondig restaureren.
De kapel is sinds 1991 in gebruik voor oecumenische diensten. In de oude eetzaal kan gehuwd worden. De woningen worden nu verhuurd door een woningcorporatie (Lefier) en zijn zeer in trek.

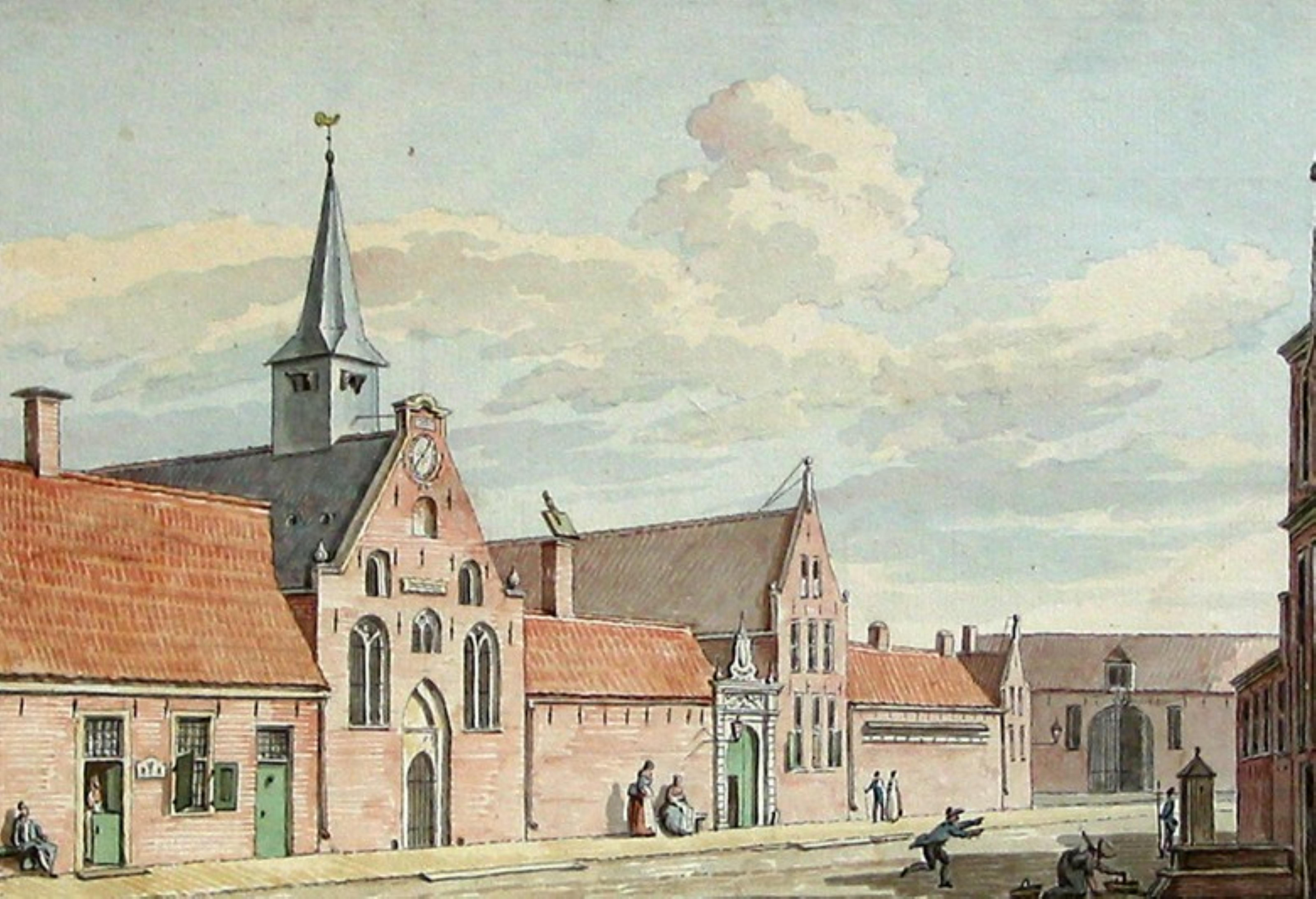
Voorzijde Pepergasthuis in 1786 met op de achtergrond in de Kleine Peperstraat langehuis, dat vroeger tot het gasthuis behoorde, maar in de 18e eeuw in gebruik was als provinciaal magazijn. Aquarel van Jan Bulthuis
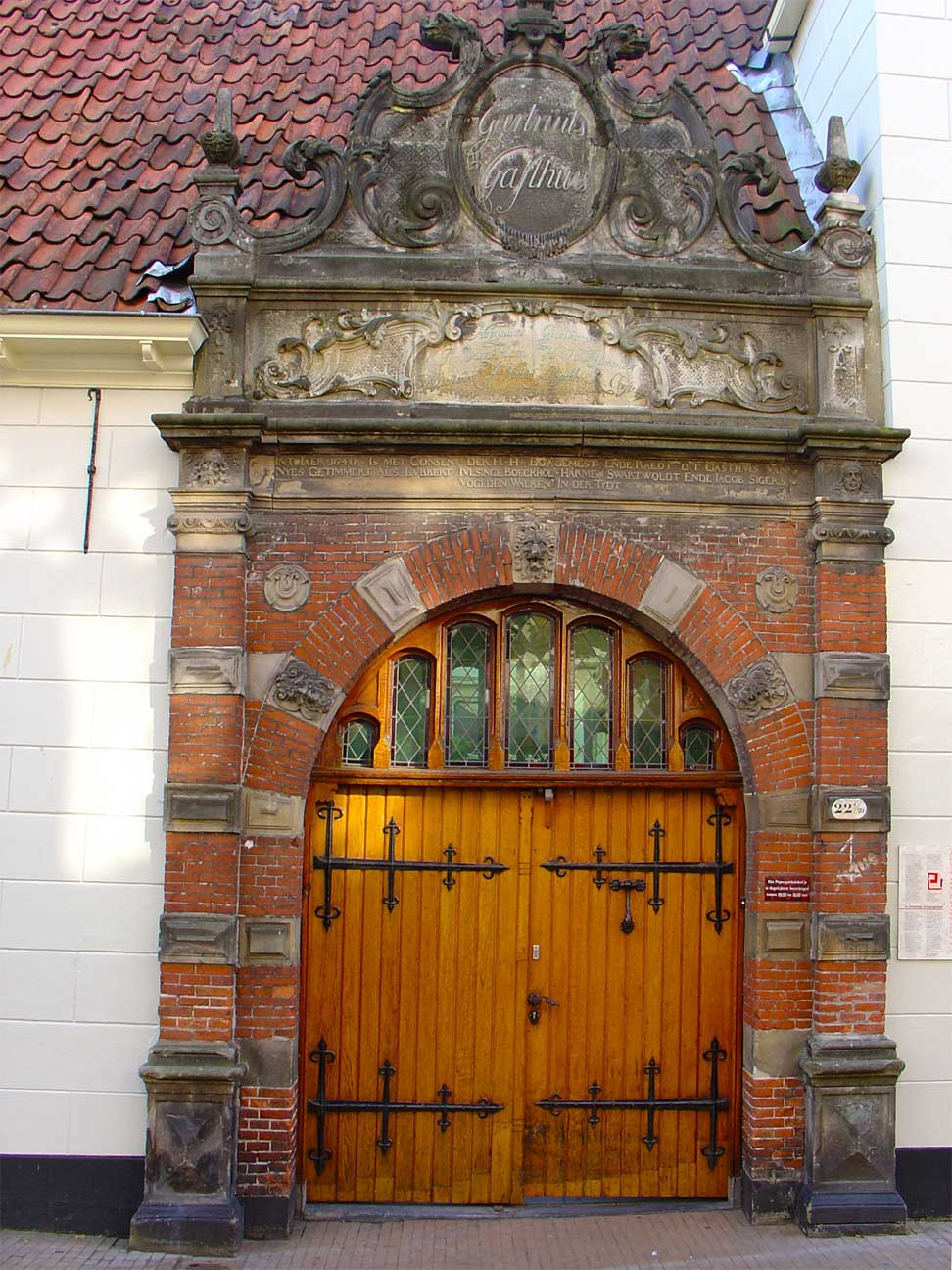
Ingang
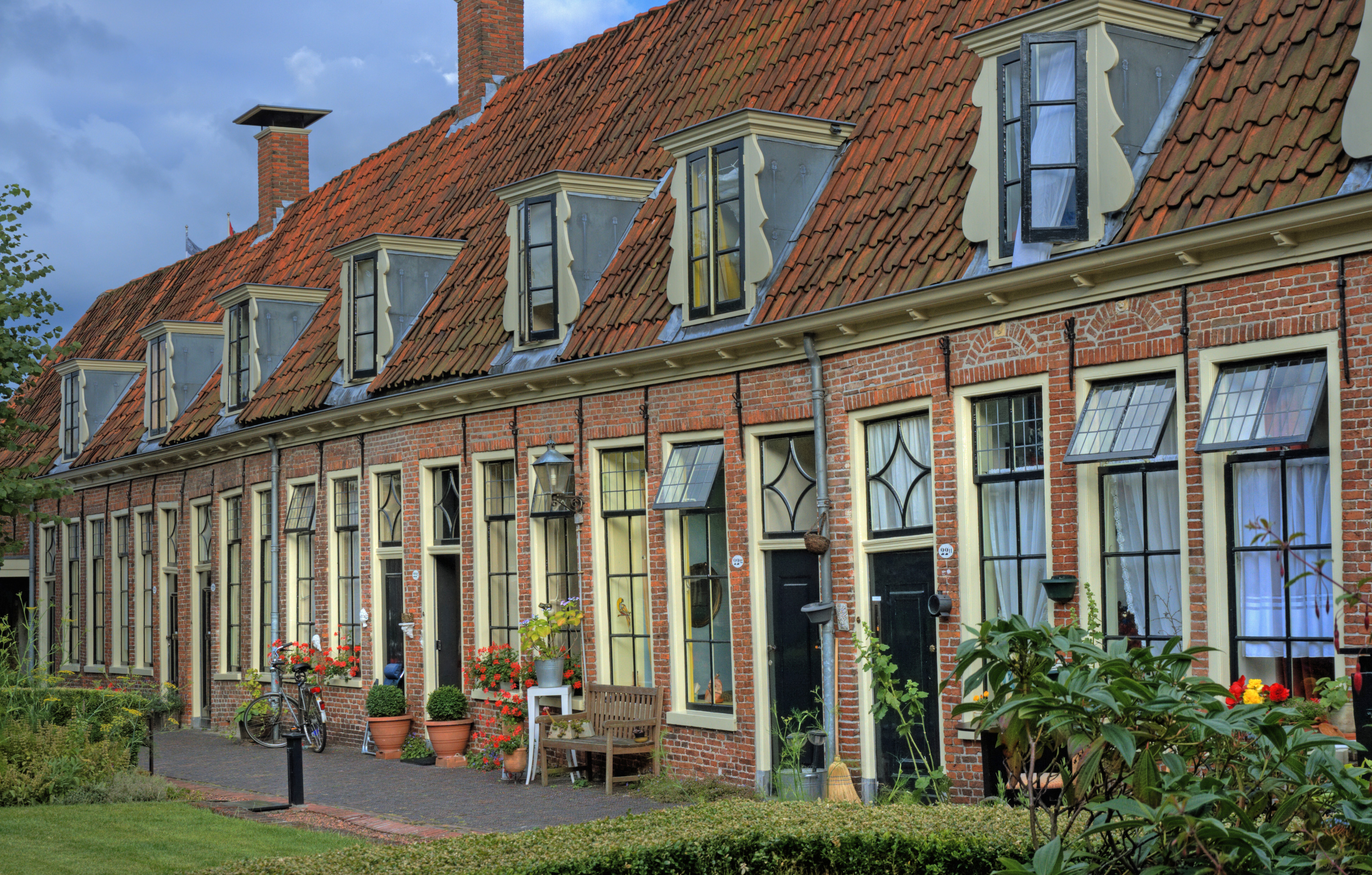
Huisjes
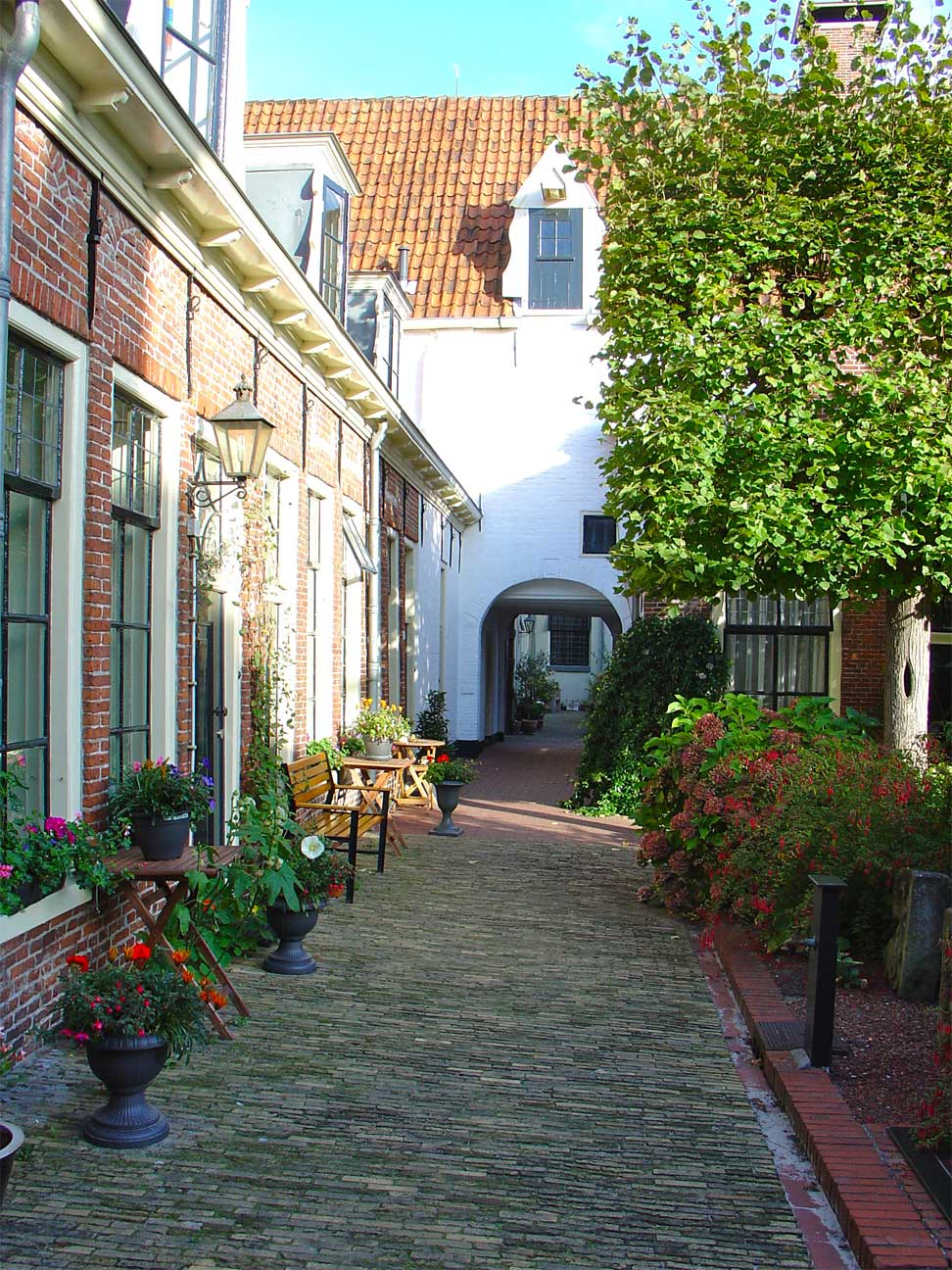
Zijaanzicht huisjes

Aduardergasthuis ·
Anna Varvers Convent ·
Armhuiszitten Convent ·
Hofje Ceramstraat ·
Corneliagasthuis ·
Doopsgezind Gasthuis ·
Gerarda Gockingahuis ·
Hesselinkstichting ·
Jacob en Annagasthuis · 
Juffer Margarethagasthuis ·
Juffer Tette Alberdagasthuis ·
Jan Luitjensgasthuis ·
Mepschengasthuis ·
Middengasthuis (Kleine Rozenstraat) ·
Middengasthuis (Grote Leliestraat) ·
Latteringe Gasthuis ·
Pelstergasthuis ·
Pepergasthuis ·
Pieternellagasthuis ·
Remonstrants Gasthuis ·
Rustoord ·
Sint Anthonygasthuis ·
Sint Martinusgasthuis ·
Hofje Tellegenstraat ·
Ter Schouw-Van Sanen Stichting ·
Typografengasthuis ·
Ubbenagasthuis ·
Vrouw Fransensgasthuis ·
Vrouw Wilsoors- of Aaffien Olthofsgasthuis ·
Weldadige Stichting Ketelaar-Bos ·
Wytzes- of Schoonbeeksgasthuis ·
Zeylsgasthuis